# Decet Romanum Pontificem

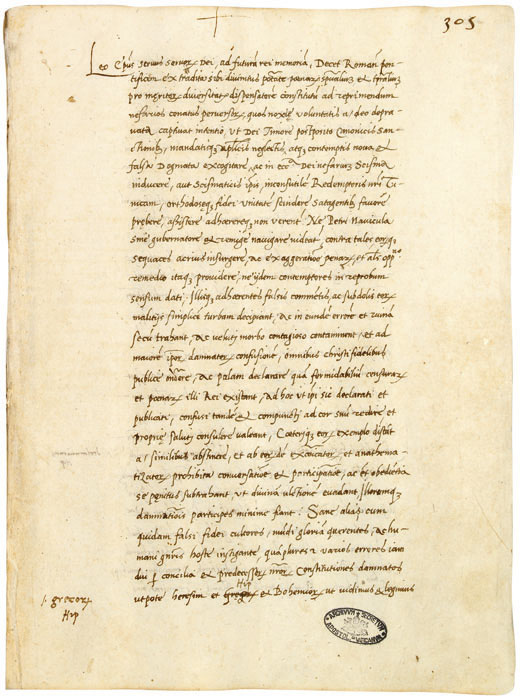
Decet Romanum Pontificem.

Decet Romanum Pontificem (no incipit em latim: "cabe ao Pontífice Romano") é a bula papal que excomungou Martinho Lutero publicada em 3 de janeiro de 1521 pelo papa Leão X em cumprimento à ameaça de excomunhão em sua bula anterior, "Exsurge Domine" (1520), dado que Lutero se recusou a renegar suas ideias na Dieta de Worms. Lutero queimou sua cópia de Exsurge Domine em 10 de dezembro de 1520 no Portão Elster em Wittenberg, uma clara indicação de sua resposta à ameaça.
Além desta, há pelo menos duas outras importantes bulas papais com o título "Decet Romanum Pontificem", uma datada de 23 de fevereiro de 1596 do papa Clemente VIII e outra datada de 12 de março de 1622 do papa Gregório XV.

## Eventos posteriores
No final do século XX, os luteranos em diálogo com a Igreja Católica pediram que esta excomunhão fosse revogada, mas a resposta da cúria foi que a prática é levantar excomunhões apenas dos que ainda estão vivos. Roland Bainton, em  sua obra "Here I Stand after a Quarter of a Century", seu prefácio para a edição de 1978 para a biografia de Lutero, concluiu: "Estou feliz que a Igreja de Roma permitiu algum diálogo sobre remover a excomunhão de Lutero. Isto efetivamente pode acontecer. Ele jamais foi um herege. Ele pode ser melhor designado, como já disseram, «um rebelde relutante»". A reabilitação de Lutero tem sido negada pelo Vaticano: "Rumores de que o Vaticano teria intenção de reabilitar Martinho Lutero, o líder do século XVI da Reforma Protestante, não tem fundamento" disse um porta-voz do Vaticano, o jesuíta Federico Lombardi.